# Amtsgericht Königswinter

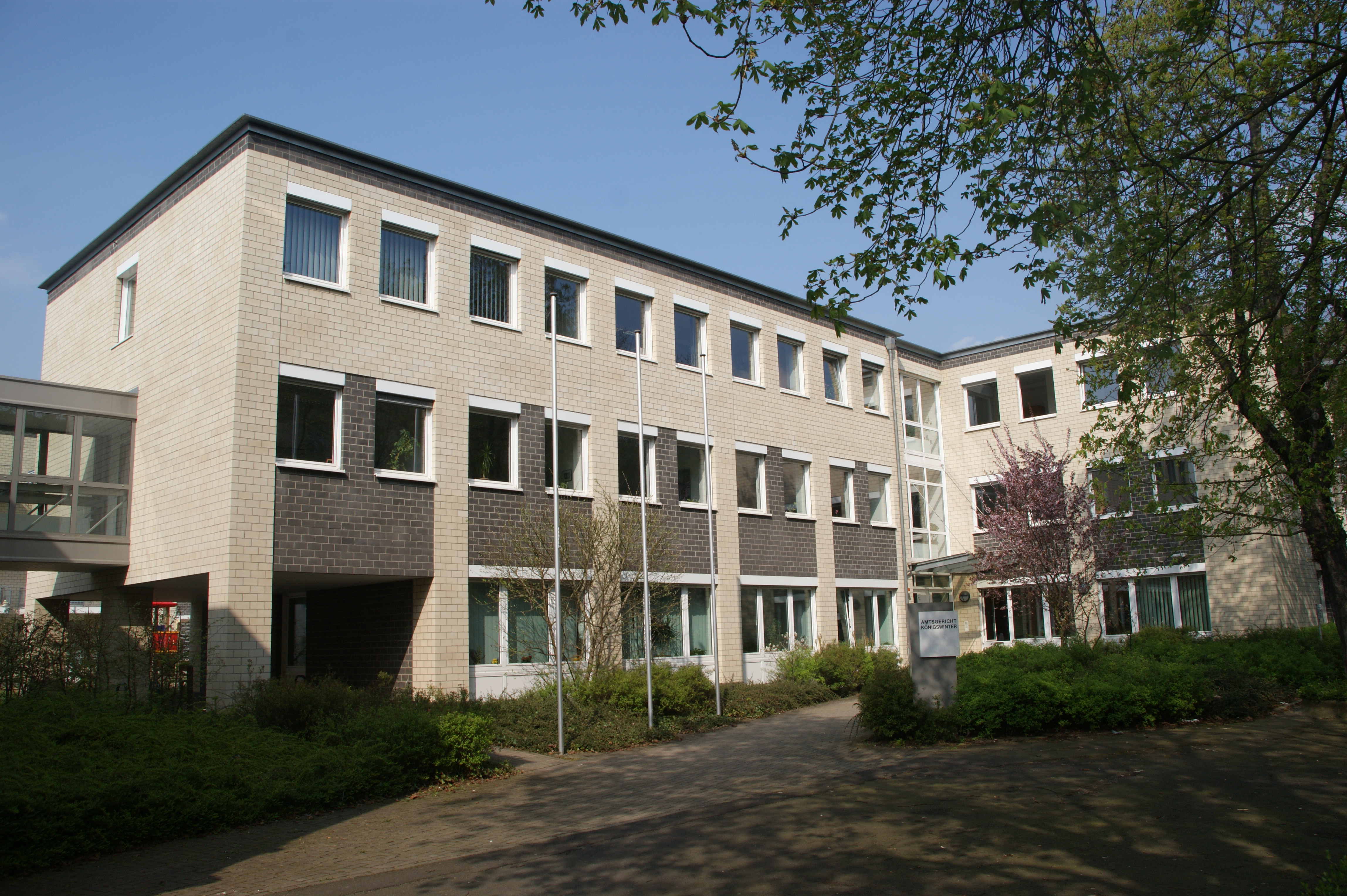
Amtsgericht Königswinter (2009)

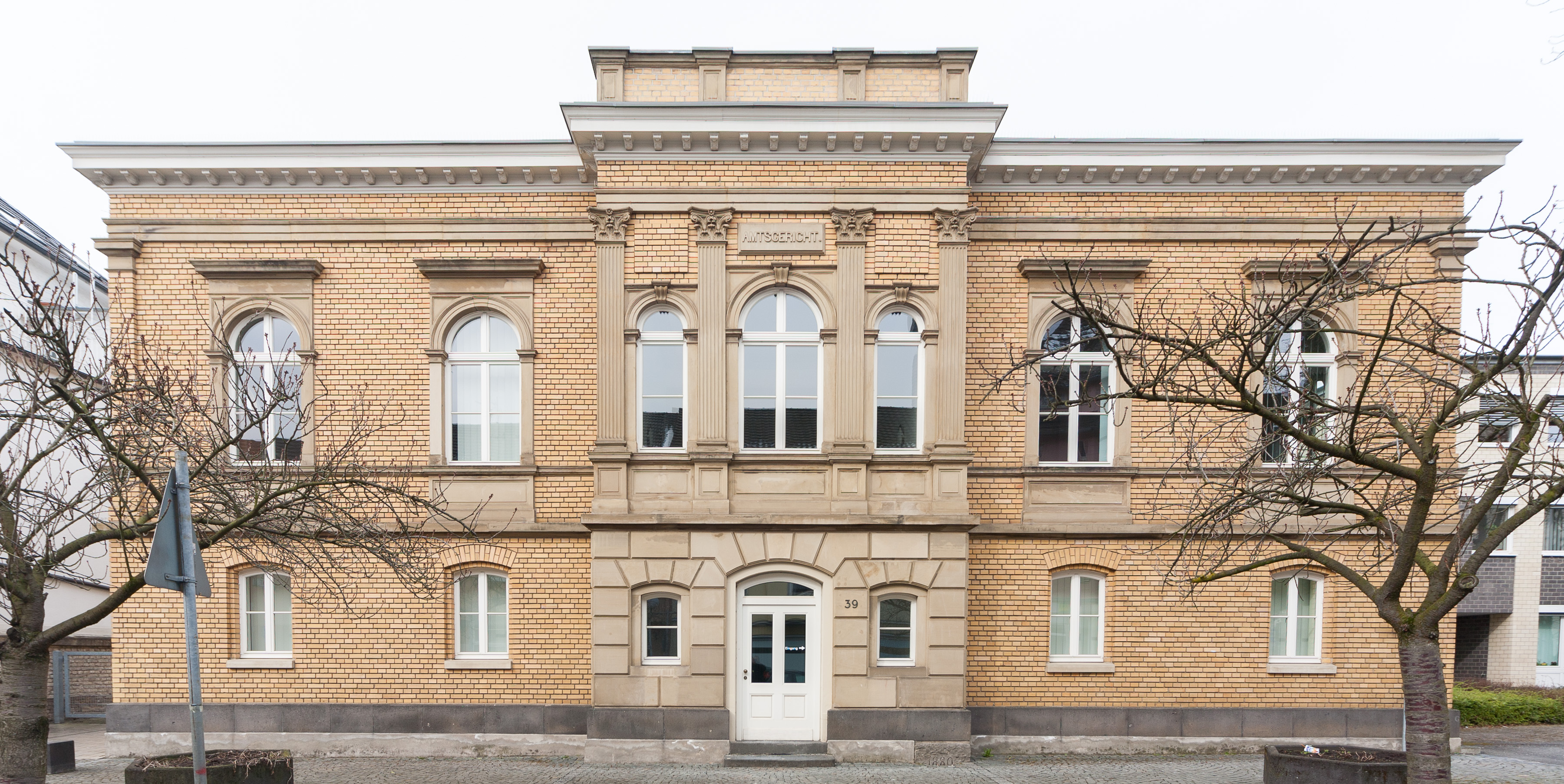
Altbau des Amtsgerichtes (2013)

Königswinter ist Sitz des Amtsgerichts Königswinter, das für die Städte Bad Honnef und Königswinter im rechtsrheinischen Teil des Rhein-Sieg-Kreises zuständig ist. In dem 124 km² großen Gerichtsbezirk leben rund 66.000 Menschen.

## Geschichte
Das Amtsgericht geht auf ein im Jahre 1811 nach der Einführung des Code civils im Rheinland gegründetes Friedensgericht zurück. Zu seinem Gerichtsbezirk gehörten 1843 die Bürgermeistereien Königswinter, Menden und Oberkassel. (siehe Gerichtsorganisation im Großherzogtum Berg)
Aufgrund Königlicher Verordnung vom 30. Juni 1834 übernahm das Friedensgericht Königswinter auch die Funktion eines Rheinzollgerichtes.
Am 1. Oktober 1879 wurde das Friedensgericht mit Inkrafttreten des Gerichtsverfassungsgesetzes in ein Amtsgericht umgewandelt, im Jahr darauf bezog es ein neues Gebäude in der Drachenfelsstraße (Architekt: Franz Bachem). 1890 kam ein zweigeschossiges Gefängnisgebäude hinzu. Im Zweiten Weltkrieg in der zweiten Jahreshälfte 1944 wurde das Kölner Sondergericht I in das Amtsgericht Königswinter verlegt und bei den Verhandlungen in den letzten Kriegsmonaten hier mutmaßlich auch Todesurteile ausgesprochen. 1954 wurde das Gefängnisgebäude zum Bürogebäude umgebaut und zur Nutzung als Hintergebäude mit dem vorderen Amtsgerichtsgebäude verbunden. Beide Ursprungsgebäude des Amtsgerichts, die 2002 durch einen Erweiterungsbau zur Wilhelmstraße hin ergänzt wurden, sind Backsteinbauten und stehen als Baudenkmal unter Denkmalschutz, da sie eine typische Lösung für die in kleineren Gemeinden errichteten preußischen Amtsgerichte darstellen.

## Übergeordnete Gerichte
Das dem Amtsgericht Königswinter übergeordnete Landgericht ist das Landgericht Bonn, das wiederum dem Oberlandesgericht Köln untersteht.